# Marie Louise van Wallersee
Marie Louise Elisabeth, barones von Wallersee, geboren Mendel, (Augsburg, 24 februari 1858 – Augsburg, 4 juli 1940) was de nicht van keizerin Elisabeth van Oostenrijk.
Ze was de dochter van hertog Ludwig in Beieren en Henriëtte von Wallersee, geboren Mendel.

## Leven
In 1869 kwam haar tante-keizerin Elisabeth op bezoek en nodigde haar uit op Slot Gödöllő. Marie moest het vaste speelkameraadje worden voor haar nichtje Marie Valerie, het jongste kind van het keizerlijke paar. Maar meer nog werd Marie een vertrouwelinge van de keizerin. Elisabeth zorgde ook voor de gracieuze opvoeding van haar nichtje en introduceerde haar in de hogere kringen, waar ze verschillende aanbidders had, zoals graaf Elemér Batthyány, die haar zelfs ten huwelijk vroeg. De keizerin was er echter op tegen. Ook Nicolas Esterházy vroeg haar ten huwelijk. Elisabeth waarschuwde Marie dat Nicolas een verhouding had met een getrouwde vrouw. Marie wees graaf Esterházy vervolgens af.

Marie moest de gedichten van het Poetische Tagebuch die Elisabeth schreef in haar eigen handschrijft overschrijven, zodat men niet kon achterhalen wie nu werkelijk de gedichten had geschreven. Marie zou later in haar boeken nog een aantal van deze gedichten vermelden, waarvan menigeen dacht dat deze verzonnen waren door Marie zelf. Bij het vinden van het Poetisch Tagebuch door de biografe Brigitte Hamann, bleek wel degelijk dat de gedichten "echt" waren.
Marie Louise trouwde drie keer in totaal. De eerste man was luitenant graaf Georg Larisch-Moennich (1855–1928), waarmee ze, op advies van haar tante Elisabeth, trouwde op 20 oktober 1877. Ze kregen vijf kinderen.
Ze scheidden op 3 december 1896 van elkaar.

Ze trouwde voor de tweede keer met Otto Brucks (1854–1914) en kregen samen nog een kind. Op 15 januari 1914 stierf Otto Brucks.
Marie vertrok later naar Amerika en op 24 september 1924 trouwde Marie nog eenmaal, met de Amerikaanse boer William Henry Meyers, die van Belgische komaf was.

## Mayerling
Marie kwam in opspraak rondom het Mayerling-drama. Zij zou ervoor gezorgd hebben dat kroonprins Rudolf van Oostenrijk kennismaakte met barones Mary Vetsera en ook hun geheime ontmoetingen ondersteund hebben. Keizerin Elisabeth, aangeslagen door de zelfmoord van haar zoon, weigerde elk contact met Marie en ze was sindsdien aan het Oostenrijkse hof niet meer welkom. 

## Schrijfster en actrice
In het voorjaar van 1913, wonende in Londen, bracht Marie het boek My Past uit, waarin ze haar leven beschreef. Ook keizerin Elisabeth en haar visie op het Mayerling-drama komen hierin uitgebreid aan bod. In juni 1913 kwam Meine Vergangenheit uit. In het Nederlands is het boek ook uitgekomen onder de titel Mijn verleden. Jarenlang had keizer Franz Joseph grote sommen geld aan Marie betaald om te voorkomen dat het boek uitgebracht zou worden. Marie kon niet goed met geld omgaan en was al gauw weer blut. Ze had geen werk, geen woning en geen inkomen en vermogen. 

Rond 1920 las Marie in de krant dat men een film wilde maken over Mayerling. Ze kreeg daadwerkelijk de opdracht voor het draaiboek. Ook het plan om een film te maken over Ludwig II ontstond. En ook werd er een Elisabeth-film voorbereid. Marie zou het draaiboek schrijven en ook een rol spelen in de film als zichzelf. De stomme film Elisabeth von Österreich IMDB, kwam in 1921 uit. Ze kreeg hier veel geld voor, maar jaagde het er al snel doorheen en toen eindigde haar werk als draaiboekschrijfster en dramaturge. De firma ging failliet. 

Na een aantal jaren in Amerika te hebben doorgebracht, kwam ze in mei 1929 in Augsburg aan. Om niet direct in de belangstelling te staan, gebruikte ze de naam Meyers. Moeizaam ging ze met het werken aan haar boeken verder. Her Majesty Elizabeth of Austria-Hungary, the Beautiful Tragic Empress of Europe's Most Brillant Court door Marie Louise Countess Larisch of Wallersee-Wittelsbach in samenwerking met Paul Maerker en Elsa Branden, verscheen in 1934 in New York, een jaar later ook in Parijs, Londen en als snel daarna bij het Duitse Goten-Verlag. In hetzelfde jaar werkte ze aan het project over een film over Ludwig II. Een jaar later kwam in Leipzig het boek Kaiserin Elisabeth und Ich, alsook het boek Die Heldin von Gaeta, over het leven van haar tante Marie Sophie, uit.
Ze maakte, om financiële redenen, nog een "Mystisches Drama" over "Johann Orth" en een iets veranderde nieuwe druk van Meine Vergangenheit. In de herfst van 1937 bracht de Augsburger Zeitung de serie Mein Leben mit zwei Herrscherinnen. Financieel hielpen deze werken haar niet, de uitgever betaalde haar veel te weinig. De kleine uitkering die ze van de Wittelsbachers kreeg, was alleen genoeg voor het hoognodige. Een slede-tocht die zij met koning Lodewijk II maakte, en die zij beschreef in Meine Vergangenheit komt voor in de eerste strofen van T.S. Eliots gedicht The Waste Land.

### Publicaties
- My Past (1913), uitgebracht onder naam Marie Larisch
- Secrets of a royal house (1935), met Paul Maerker en Elsa Branden
- Kaiserin Elisabeth und Ich (1936)
- Die Heldin von Gaeta (1936)
- My royal relatives (1936)

## Het laatste jaar
Volledig verarmd betrok Marie op 22 maart 1939 in het St. Servatiusstift kamer 45. Zolang ze nog kon, bracht ze de tijd in bed door met lezen.
Iets meer dan een jaar later, op 4 juli 1940 stierf Marie Louise (geboren Mendel barones von Wallersee;  andere namen: gravin Larisch-Moennich, Frau Brucks en Mrs. Meyers) aan ouderdom en ligt begraven op Ostfriedhof in München naast haar vader.

## Kinderen
- Franz-Joseph Ludwig Georg Maria (1878–1937)
- Marie Valerie Franziska Georgine (1879–1915)
- Marie (Mary) Henriëtte Alexandra (1884–1907)
- Heinrich Georg Maria (1886–1909)
- Friedrich Karl Ludwig Maria (1894–1929)
- Otto II (1899–1977)

## Biografie
- Sokop, Brigitte, Jene Gräfin Larisch, Vertraute der Kaiserin - Verfemte nach Mayerling, Wien, Köln Böhlau 1985, 4. ed. 2006